# Arne Ungermann
Arne Ungermann Jørgensen (11. december 1902 – 25. februar 1981) var en dansk illustrator og bladtegner.
Arne Ungermann var søn af politikommissær Jørgen Christian Jørgensen og Mathilde Theodora f. Ungermann.
Arne Ungermann er blandt andet kendt for illustrationerne til Jens Sigsgaards Palle alene i Verden samt adskillige bøger med børnerim og tegneserien om Hanne Hansen.
Arne Ungermann har også illustreret Jørn Riels Grønlandsfortællinger på humoristisk vis i tråd med fortællingerne. Hans karakteristiske streg er let genkendelig.
Han er desuden kendt for sine små vignetter til Matadors rulletekster. Ungermann var en markant bidragyder til Politikens "Magasinet".

## Priser og hædersbevisninger
Ungermann fik Alfred Schmidts Legat i 1936, Kulturministeriets Børnebogspris i 1961 og Eckersberg Medaljen i 1979.